# Lycée privé Les Arcades
 (mai 2023).
Il peut être nécessaire de l'améliorer pour respecter le principe de neutralité de point de vue. Veuillez consulter la page de discussion pour plus de détails.

 (mai 2023).
Le lycée privé Les Arcades est situé 13 rue du vieux collège en plein centre-ville de Dijon. C’est un lycée polyvalent privé catholique sous contrat d’association avec l’Etat qui appartient à l’Ensemble Scolaire Saint-Michel-Les Arcades (119 salariés + 184 enseignants) composé aussi de l’Ecole privée Sainte Elisabeth de la Trinité, de l’Ecole privée Notre Dame, du Collège privé Saint Michel, de Sup’Arcades (FCIL et BTS) et du CFC Les Arcades.
À la rentrée 2022, le lycée comptait 1 055 élèves, dont 120 internes filles et garçons.

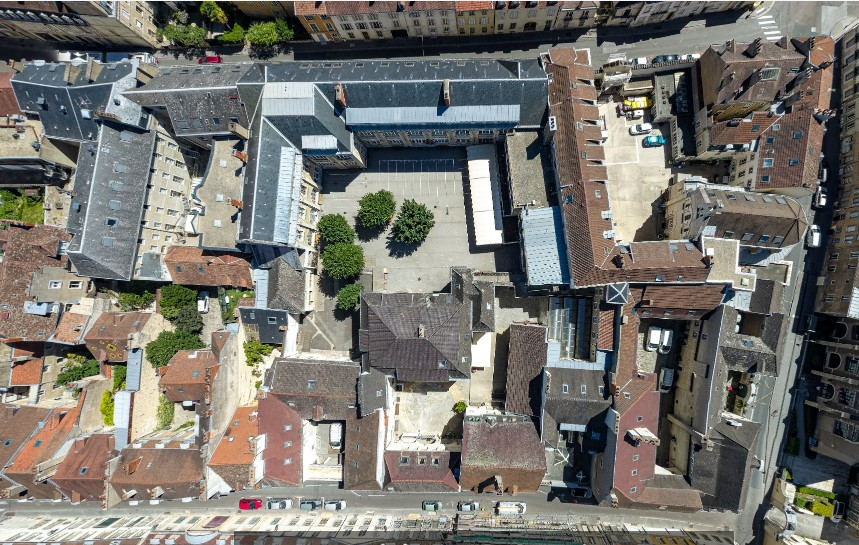
Vue aérienne du lycée

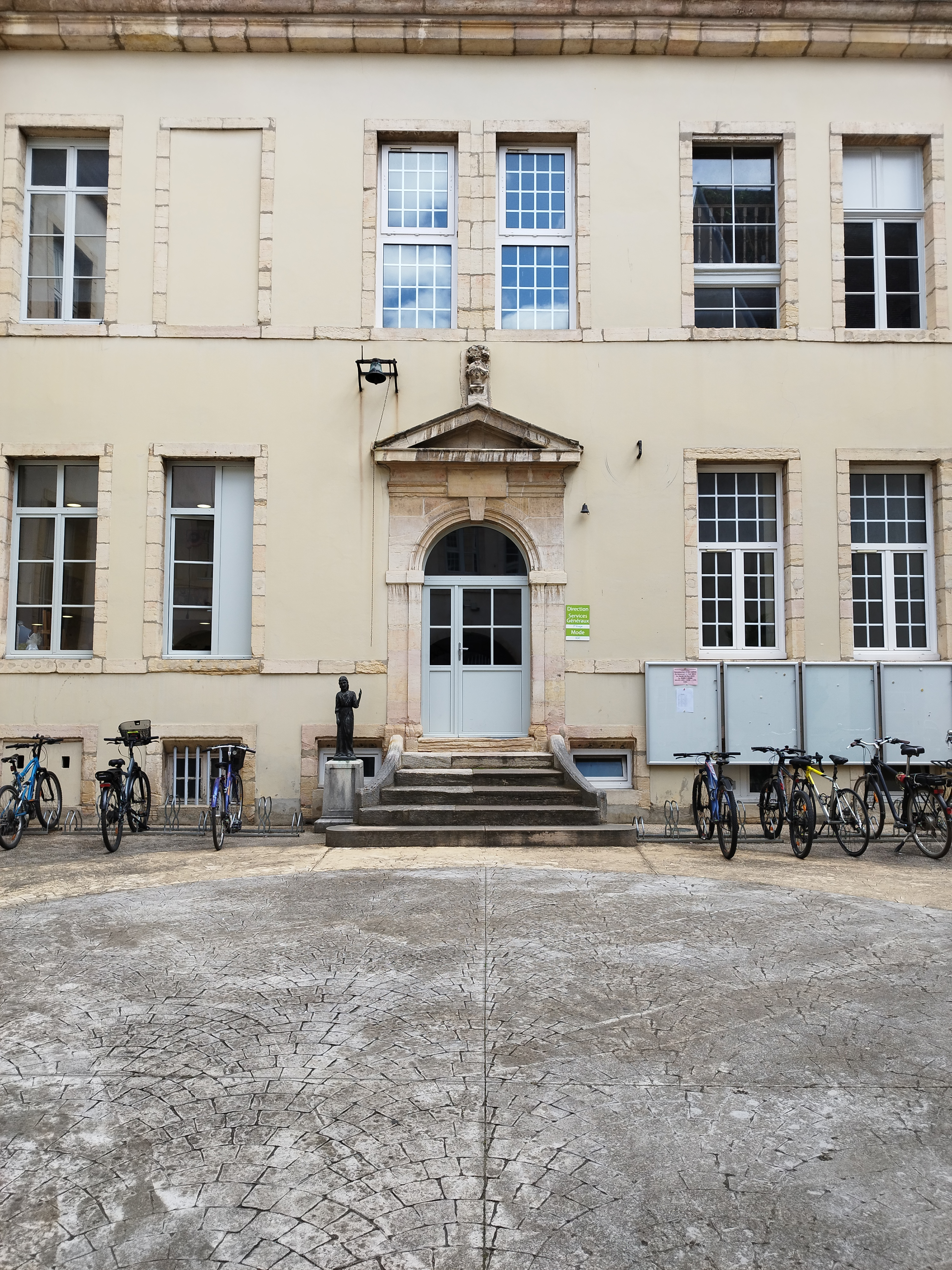
Bâtiment administratif

## Les spécificités

### L’accueil de sportifs de haut-niveau
Depuis 2005, le lycée accueille des sportifs de haut niveau issus de sections sportives à niveau national, de centres de formation et pôles Espoirs ou France, du CREPS de Bourgogne Franche-Comté (en 2023 37 partenaires différents). 180 élèves sportifs représentent 20 sports différents (golf, natation, foot, équitation, rugby, triathlon, lutte…) à la rentrée 2022.

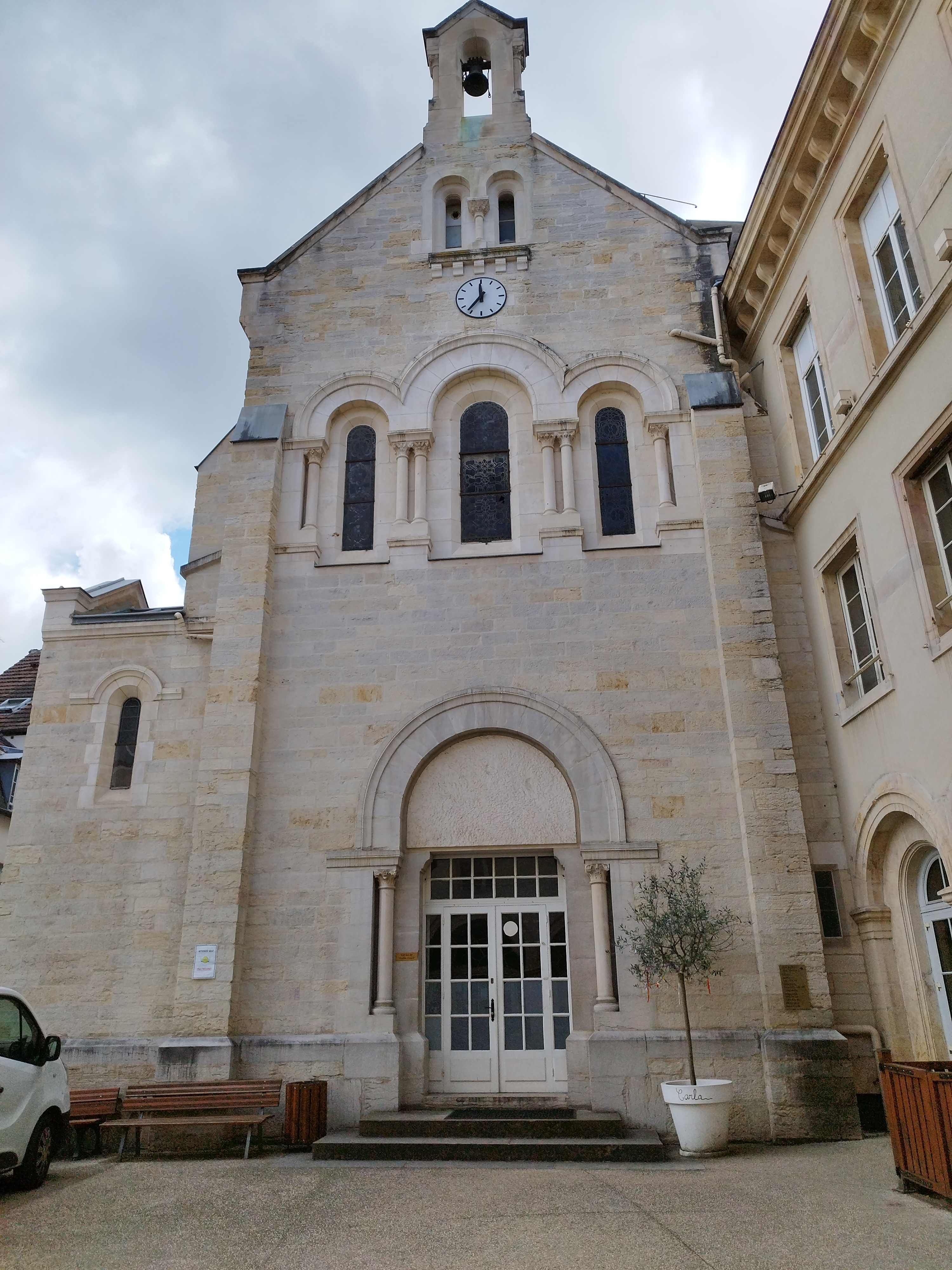
L'ancienne chapelle

### L’ouverture à l’international
Dans le cadre des enseignements traditionnels
- Section européenne proposée pour le BAC général, technologique et professionnel.
- Certification Cambridge, certifications d'anglais répondant aux exigences du Cadre Européen Commun de Référence pour les Langues (CECRL)
- Préparation et présentation à l’examen WSET Award Wines and Spirits

Les partenariats à l’étranger :
- Le partenariat Canada
- Participation à différents programmes européens "Education et Formation Tout au Long de la Vie" tels que LEONARDO MOBILITE, COMENIUS, SOCRATES, ERASMUS +
- Depuis 1992, nous comptabilisons 24 appariements scolaires à l’étranger pour échanges élèves et professeurs

Le lycée Les Arcades est labelisé Euroscol - label des Écoles et des Établissements scolaires d’Europe décerné par le Ministère de l’Education Nationale. Le lycée détient également le Label ouverture à l’international de l’Enseignement catholique niveau 2 validant l’ouverture au monde et aux autres, la formation intégrale de la personne, la sensibilisation et la formation des élèves et celles des adultes.

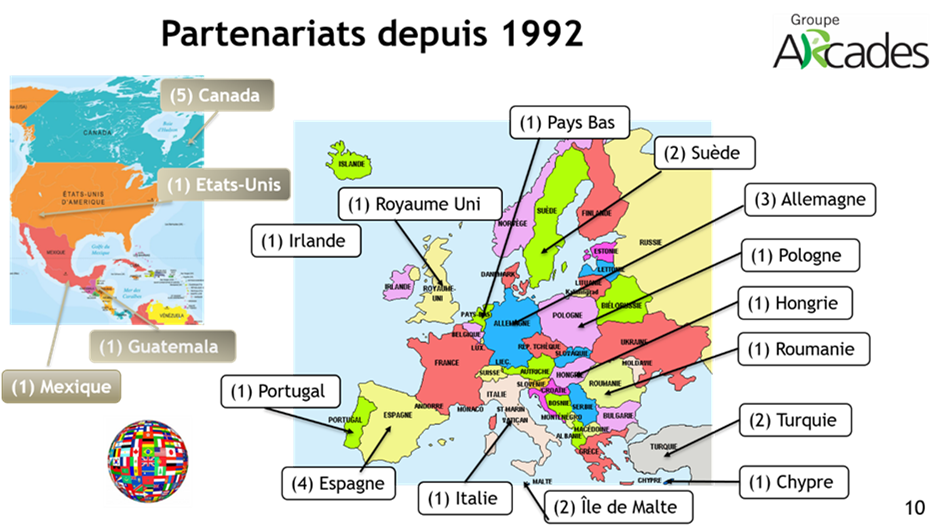
Carte des partenariats à l'étrangers. Source : Diaporama de présentation du Lycée Les Arcades, document interne. 2023

## Historique
Le lycée Les Arcades est situé rue du Vieux Collège sur un site ayant déjà accueilli un établissement d’enseignement disparu.

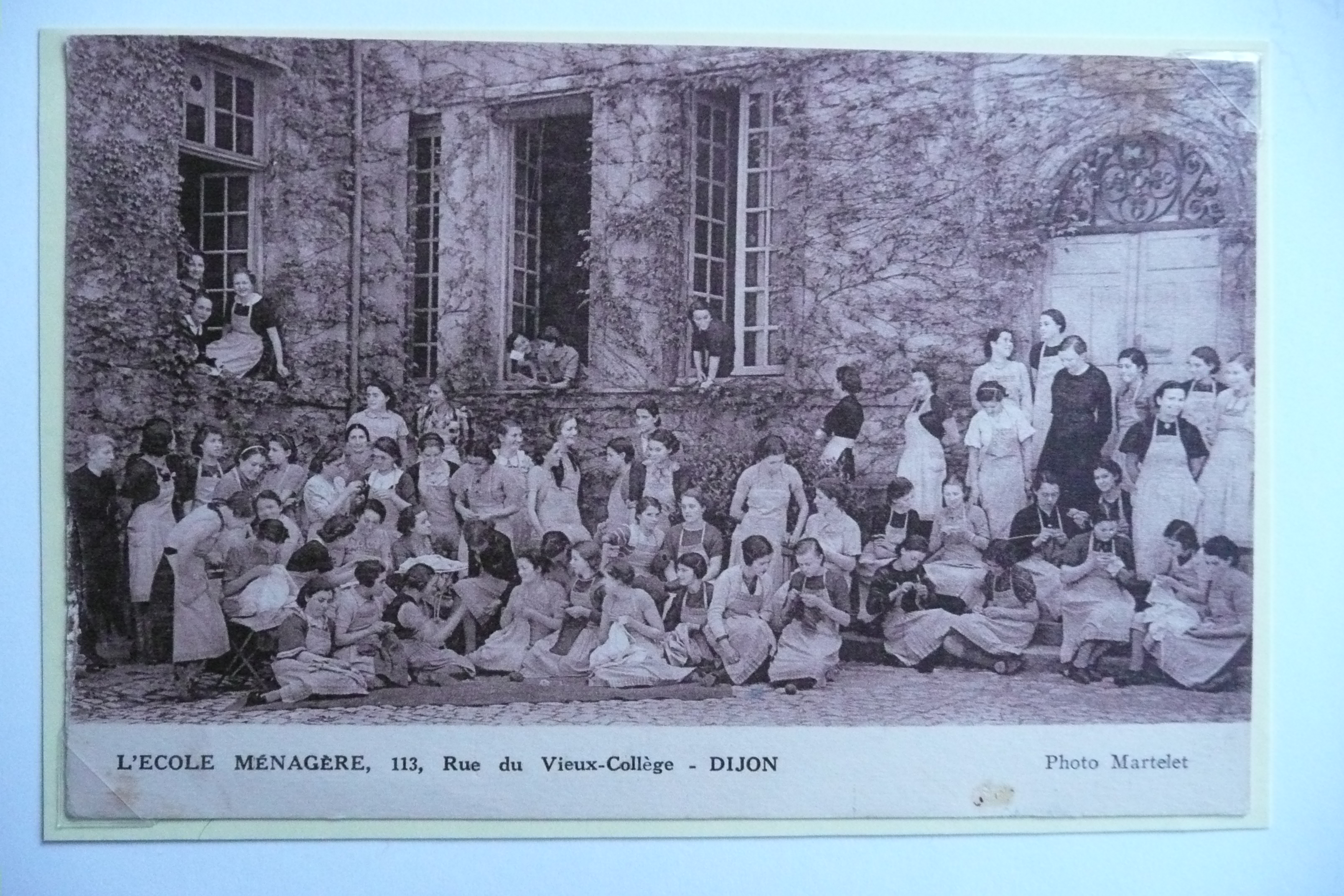
Ancienne carte postale présentant les jeunes filles de l'École ménagère.

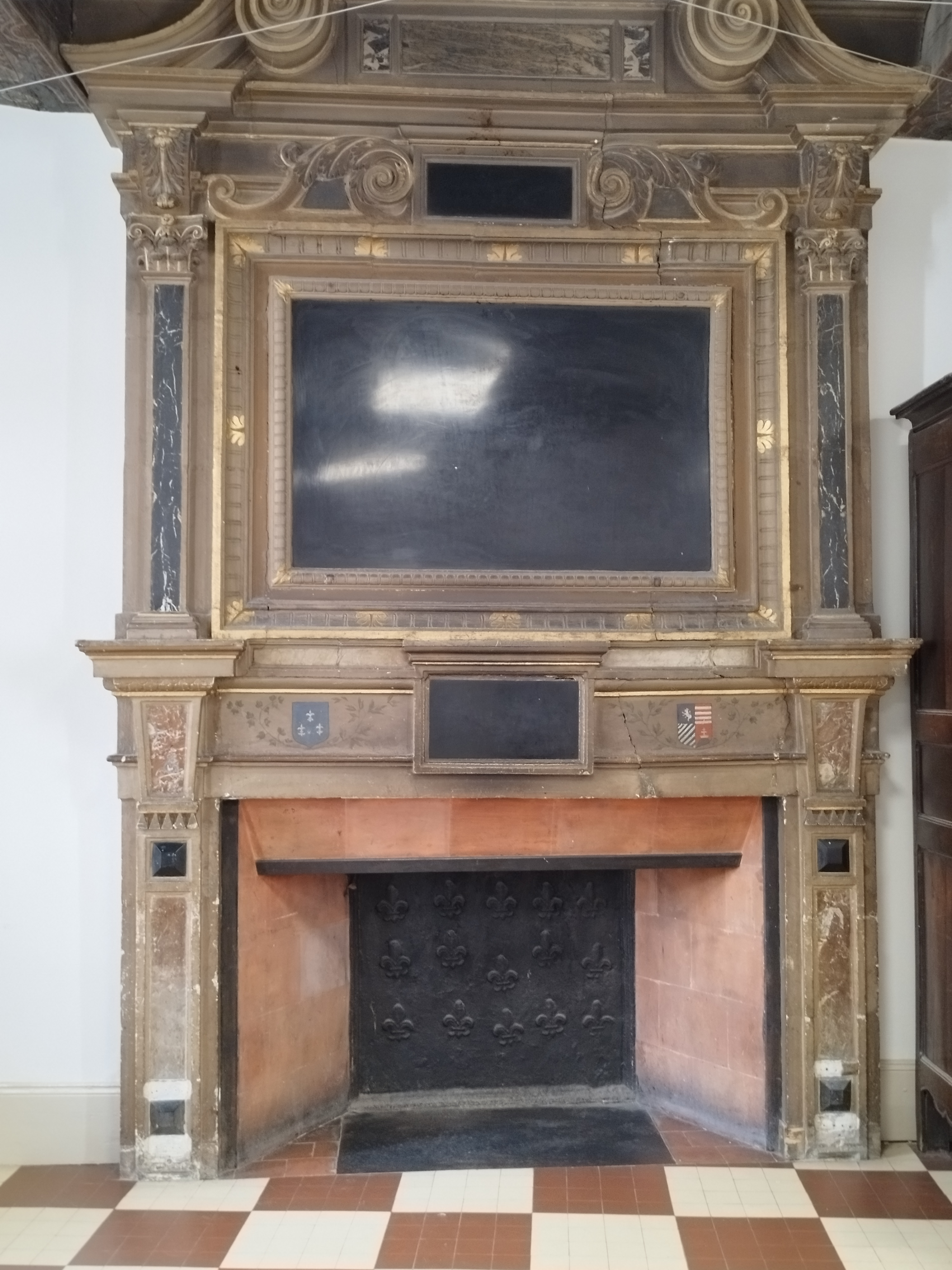
Cheminée de style empire (salon d'un général de Napoléon)

En 1517, l'astrologue Pierre Turrel fonde le premier établissement d’enseignement rue de l'Hostellerie du Cygne (ancien nom de la rue du vieux collège). En 1531, cet établissement devient le collège Martin par acte de donation à Julien Martin, prêtre de Diancey. Les élèves, appelés les « martinots » y étudient le grec, le latin, les belles lettres et les mathématiques. Parmi eux, on retrouve Jehan Tabourot et Etienne Tabourot. En 1599, le Vieux collège, qui a donné son nom à la rue au milieu du XVIe siècle, disparait, remplacé par le Collège des Godrans (Collège des Jésuites) sis rue de l’École de Droit (actuellement Bibliothèque patrimoniale de la Ville de Dijon).
Il faut attendre le XIXe siècle pour qu’un nouvel établissement d’enseignement voit le jour rue du Vieux collège, réel ancêtre du lycée Les Arcades. En 1829, Marie et Victoire Perrard fondent l'"Œuvre des 0rphelines", ouvroirs pour Jeunes filles pauvres, situé rue du Tillot et rue Buffon puis rue du Vieux Collège. Les sœurs travaillent et forment des enfants et des jeunes filles aux métiers de la couture.
En 1900, le baron Le Gouz de Gerland crée une école primaire catholique de filles dans son jardin de la rue Saumaise. Sept ans plus tard ouvre l’Institut social familial et ménager connu sous le nom d’Ecole Ménagère. Après la Première Guerre mondiale, ouverture d’une section commerciale pour la formation des employées de bureau, des secrétaires et des comptables, étude de l'anglais, du commerce. Dans les années 1920, le cours des "Maitresses de Maison", avec son programme d'éducation morale, familiale et sociale, hygiène et puériculture, prépare les jeunes filles en un an à l'issue des études secondaires - à leurs responsabilités de futures mères de famille. En 1928, fondation du "Cours normal" formant les professeurs d'enseignement familial ménager. À partir de 1948 préparation du diplôme d’Éducatrice familiale en 2 ans et ouverture en 1949 de l’École technique Couture. Dans les années 1960, fusion avec le collège Saint-Michel et naissance de l’institut Les Arcades avec ouverture des sections "sanitaires et sociales" et "Sciences technico Sociales". En 1978, l’Institut Les Arcades devient un lycée privé d’enseignement technologique et professionnel. Les sections B.T.S. se développent. À la fin des années 1980 la tutelle de l’établissement passe de la congrégation des Filles du cœur de Marie au Diocèse. A la rentrée 1994, l’établissement devient le Lycée Privé Les Arcades.

## Locaux
Le bâti du lycée est un assemblage de divers hôtels particuliers acquis au fil du temps et dont l'architecture évolue essentiellement au XIXe siècle. Situés en secteur sauvegardé, certains possèdent des particularités remarquables, essentiellement des éléments décoratifs en façade. Début XIXème siècle vivait au 11 rue du Vieux collège Jacques de Drouas de Boussey, chevalier de La Plante, maréchal de camp en retraite, général d'artillerie de Napoléon Ier. De son salon de réception subsistent une cheminée Empire aux blasons différents de ceux de la famille et un plafond à solives du XVIIème siècle inscrits à l'Inventaire supplémentaire des monuments historiques (1944). La chapelle de l'établissement est construite vers 1900 sous l'impulsion du Baron Legouz de Gerland, elle est actuellement subdivisée en salles de cours et de réunion.

## Elèves & professeurs reconnus

### Professeurs et personnels
- Pigeard, Alain. Professeur de droit et d'économie (1990-2010). Docteur en histoire, spécialiste de Napoléon Ier. Chevalier de la Légion d'honneur, des Palmes académiques et Officier de l'ordre des Arts et des Lettres.
- Stech, Fabien (de). Professeur d'allemand, critique d'art et auteur allemand. Disparu lors des attentats de Paris le 13 novembre 2015.
- Willem Laure. Joueur de basket-ball français, 6 sélections en équipe de France (2000-2001)

### Sportifs
- Basilio, Enzo. Footballeur professionnel français qui évolue comme gardien de but à l'En avant Guingamp (saison 2022-2023)
- Bouvier, Stéphanie. Patineuse de patinage de vitesse sur piste courte française ayant participé aux JO d'hivers de Salt Lake City, Turin et Vancouver. Championne d'Europe du 1500m en 2007.
- Cazalon, Laurent. Basketteur professionnel, vainqueur du concours de dunks du All-Star Game LNB : 1998, 2000
- Chataigner, Maxime. Patineur de vitesse sur piste courte français ayant participé à 3 olympiades d'hiver : Turin 2006, Vancouver 2010 et Sotchi 2014. Il a notamment remporté le classement général de la coupe du monde 2011, sur 1500m.
- Cohen, Lilya. Lutteuse française médaillée de bronze aux championnats d’Europe mais aussi aux championnats du monde U17 en 2022.
- Djouhan, Lolassonn. Athlète français, spécialiste du lancer du disque.
- Loiodice, Enzo. Footballeur français évoluant au poste de milieu de terrain au club de l'UD Las Palmas (saison 2022-2023).
- Moeddenne, Eddie  nageur Français, vainqueur du 25 mètres en 2015.
- Para, Morgan, rugbyman français qui évolue comme demi mêlée au Stade Français (saison 2022-2023)
- Prénom, Ferdinand. Joueur français de basket-ball évoluant comme pivot au BesAC (saison 2022-2023).
- Rethière Arthur. rugbyman international français, vainqueur de la coupe d' Europe en 2022 avec le Stade Rochelais
- Samen, Loïc. Lutteur français devenu champion de France 2020 & 2021 chez les moins de 97 kg.
- Hector Denayer. Nageur handisport médaillé aux Jeux olympiques d'été de 2024

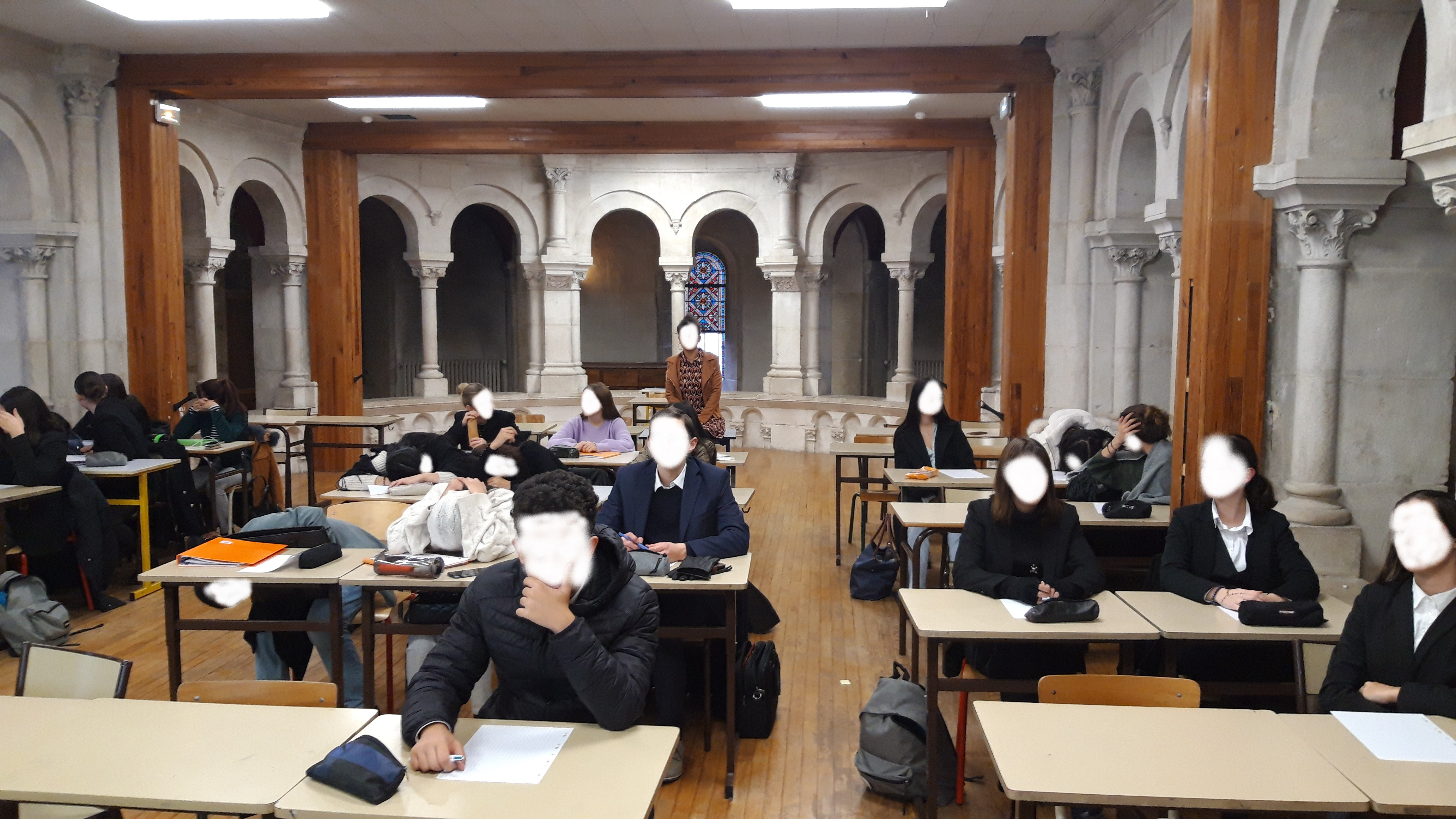
Classe de seconde AGORA qui ont participé au projet. Salle de classe installée dans la chapelle subdivisée.